# حمید ابوطالبی
حمید ابوطالبی (زادهٔ ۲۶ خرداد ۱۳۳۶) دیپلمات و سیاستمدار ایرانی است که در دولت دوازدهم از سال ۱۳۹۶ تا ۱۳۹۹ به‌عنوان مشاور سیاسی رئیس‌جمهور ایران فعّالیت می‌کرد. وی پس از استعفا و بازگشت به وزارت خارجه سمت مشاور وزیر خارجه را تا سال ۱۴۰۰ به عهده داشته است. 
او از سال ۱۳۹۲ تا ۱۳۹۶ در دولت یازدهم معاون سیاسی دفتر رئیس‌جمهور بود و پیش از آن رئیس گروه مطالعات آسیای مرکز تحقیقات استراتژیک بوده است. ابوطالبی از سال ۱۳۸۲ تا ۱۳۸۵ سمت سفیر ایران در استرالیا را برعهده داشت و پیشتر از آن در فاصله سال‌های ۱۳۷۴ تا ۱۳۷۹ سفیر ایران در بلژیک و اتحادیه اروپا بود. او از سال ۱۳۶۶ تا ۱۳۷۰ نیز به‌عنوان سفیر ایران در ایتالیا فعالیت کرده است. ابوطالبی از سال ۱۳۷۹ تا ۱۳۸۲ نیز مدیر کل سیاسی وزارت امور خارجه در دولت اصلاحات بوده‌است.
تحصیلات
دکترای جامعه‌شناسی تاریخی؛ دانشگاه لوون؛ ۱۹۹۹؛
فوق لیسانس تاریخ تمدن اسلامی؛ دانشگاه تهران؛ ۱۹۹۴؛
فوق لیسانس جامعه‌شناسی؛ دانشگاه سوربن نوول؛ ۱۹۸۵؛
لیسانس جامعه‌شناسی؛ دانشگاه تهران؛ ۱۹۸۰؛
آثار فلسفی - جامعه‌شناختی
حمید ابوطالبی نویسنده‌ی مجموعه‌ی چند جلدی فلسفی - اجتماعیِ اخلاق به نام «فلسفه اجتماعی اخلاق» می‌باشد. از این مجموعه تا کنون دو مجلد به چاپ رسیده است:
۱)انسان‌شناسی اخلاق؛ منتشر شده در سال ۱۳۹۲؛ انتشارات کویر.
۲)خداوندِ خداوندانِ ‌اخلاق؛ منتشر شده در سال ۱۴۰۳؛ انتشارات لوح فکر.
مقالات سیاسی منتشر شده
۱)چالش‌های مبنایی سیاست‌خارجی جدید آمریکا در خصوص ایران؛ مرکز تحقیقات استراتژیک؛ منتشر شده در سال ۱۳۸۸؛
۲)کوهستان‌های صعب‌العبور افراط‌گرایی هسته‌ای؛ مرکز تحقیقات استراتژیک؛ منتشر شده در سال ۱۳۸۸؛
۳)ترکیه: دیپلماسی مدرن و خلافت نوین عثمانی؛ مرکز تحقیقات استراتژیک؛ منتشر شده در سال ۱۳۸۸؛ 
۴)چالش‌های نوین سیاست‌خارجی ایران در رابطه با آمریکا؛ منتشر شده در سال ۱۳۸۹؛ 

## حواشی

### دست داشتن در گروگان‌گیری سفارت آمریکا
طبق  گزارش بلومبرگ ال. پی.، حمید ابوطالبی عضو گروهی از دانشجویان بوده که در آبان سال ۱۳۵۸ به سفارت ایالات متحده آمریکا در ایران هجوم برده‌اند و ضمن اشغال سفارت، ۵۲ تن آمریکایی را برای ۴۴۴ روز به گروگان گرفته‌اند.
این گزارش توسط ابوطالبی و دولت ایران تکذیب شده‌است.
وی در اسفند ۱۳۹۲ به «خبر آنلاین» گفته‌است که تنها مدتی پس از وقوع گروگان‌گیری همراه با نماینده پاپ به سفارتخانه ایالات متحده آمریکا رفته و نقش مترجم را داشته‌است.
  

حمید ابوطالبی در ۳۰ دی ماه ۱۳۹۸ در توییتر خود در پاسخ به شایعات منتشر شده در مورد نسبت «[[زینب ابوطالبی]]» مجری شبکه افق با خود به علت شباهت نام خانوادگی نوشت: 
«دوستان بسیاری درخصوص هرگونه نسبتی با مجری شبکه افق سؤال کرده‌اند: باایشان و سخن ناراست‌شان هیچ خویشاوندی سببی یا نسبی، یا حتی آشنایی وجود ندارد؛ و هرگونه نسبتی نادرست است.»
حمید ابوطالبی از گزینه‌های دولت یازدهم برای نمایندگی ایران در سازمان ملل متحد بود، او از سوی ایالات متحده آمریکا به دلیل دست داشتن در گروگان‌گیری کارکنان سفارت این کشور در تهران در سال ۱۳۵۸ متهم است و از این رو مجلس نمایندگان ایالات متحده آمریکا قانونی را به تصویب رساند که از دولت باراک اوباما خواست که از صدور ویزا این کشور برای حمید ابوطالبی خودداری کنند. این قانون به امضای باراک اوباما نیز رسید اما ایران این اقدام دولت ایالات متحده را نقض قوانین بین‌المللی دانست و به سازمان ملل متحد شکایت کرد.

### ممنوع‌الورود شدن به آمریکا
در سال ۲۰۱۴ میلادی، به دنبال معرفی شدن ابوطالبی از سوی دولت ایران به عنوان نمایندهٔ ایران در سازمان ملل متحد، مجلس سنا و مجلس نمایندگان ایالات متحده در فروردین سال ۱۳۹۳ طرحی را تصویب کردند که به موجب آن حمید ابوطالبی اجازه ورود به خاک ایالات متحده آمریکا را نداشته باشد. این طرح برای نهایی و اجرایی شدن به امضای باراک اوباما رئیس‌جمهور آمریکا نیاز داشت٬ که در تاریخ ۱۸ آوریل ۲۰۱۴ باراک اوباما، قانون مربوط به عدم صدور ویزا برای حمید ابوطالبی را امضا نمود.

### واکنش‌ها
- در ۱۱ آوریل ۲۰۱۴ جی کارنی، سخنگوی کاخ سفید اعلام کرد که برای حمید ابوطالبی به عنوان سفیر ایران در سازمان ملل ویزای ورود به خاک آمریکا صادر نخواهد شد و این موضوع به سازمان ملل و ایران اعلام شده‌است.[۱۲]
- در ۲۳ فروردین ۱۳۹۳ عباس عراقچی، معاون حقوقی و بین‌الملل وزارت امور خارجه ایران، گفت که تهران «گزینهٔ جایگزینی» برای حمید ابوطالبی در سازمان ملل متحد نداشته و در حال پیگیری حقوقی این موضوع است.[۱۳]
- در ۲۵ فروردین ۱۳۹۳ سخنگوی وزارت امور خارجهٔ ایران اعلام کرد که نسبت به ممانعت از صادر کردن ویزا برای حمید ابوطالبی، توسط نمایندگی خود در نیویورک از دولت آمریکا در سازمان ملل شکایت می‌کند.[۱۴]
- ۲۷ فروردین ۱۳۹۳ جن ساکی سخنگوی وزارت امور خارجه آمریکا برای اولین بار به‌طور رسمی حمید ابوطالبی را متهم کرد که در اشغال سفارت آمریکا در سال ۱۳۵۸ و گروگانگیری ۵۲ دیپلمات آمریکایی دست داشته‌است.[۱۵]
- در ۲۸ فروردین ۱۳۹۳ وزارت امور خارجه روسیه از آمریکا به دلیل خودداری از صدور ویزا برای حمید ابوطالبی انتقاد کرد و آن را نقض تعهدات آمریکا به عنوان کشور میزبان مقر سازمان ملل دانست.[۱۶]
- در ۳ اردیبهشت ۱۳۹۳ سخنگوی سازمان ملل، استفان دوجاریک، گفت که اعضای سازمان ملل برای معرفی نماینده خود آزاد هستند و می‌توانند هر فردی را به عنوان نماینده دائم خود معرفی کنند. وی امتناع ایالات متحده از صدور ویزا برای نماینده ایران در این سازمان را یک «مورد منحصر به فرد» توصیف کرد و اعلام کرد که کمیته ۱۹ نفره روابط با کشور میزبان سازمان ملل در حال بررسی این موضوع است.[نیازمند منبع]
- در ۴ اردیبهشت ۱۳۹۳ (۲۴ آوریل ۲۰۱۴) حسن قشقاوی، معاون کنسولی امور مجلس و ایرانیان وزارت امور خارجه ایران، با انتقاد از ایالات متحده در این ارتباط، گفت که حمید ابوطالبی در حال حاضر «نماینده قطعی» جمهوری اسلامی در سازمان ملل متحد است و تهران گزینه دیگری برای این مقام ندارد.